# 父辈书
《父輩書》第一版

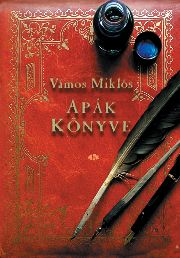
《父輩書》第一版書封

《父辈书》（匈牙利文：Apák könyve）是匈牙利小说家瓦莫什·米克罗什的一部长篇小说。出版于2000年。目前有德文、法文、英文、波兰文、塞尔维亚文、意大利文、荷兰文和汉文等13种译本。

## 内容介绍
这是一部贯穿了匈牙利300多年历史的家族史。故事开始于1706年，结束于1999年，这两个时间点刚好都有日食出现。全书共分为十二章，每一章讲述一个父亲的故事，这个父亲，也就是上一章中父亲的头生子，如此循环。小说精妙地展示了匈牙利300多年的苦难史，详细的描绘出了东欧地区近三百年的历史巨变，将历史、社会与家族故事融为一体。

## 中译本
- 《父辈书》许健译，花城出版社2014年。[4]